# 포르 냐싱베
포르 에소짐나 냐싱베 에야데마(프랑스어: Faure Essozimna Gnassingbé Eyadéma, 문화어: 포르 에쏘짐나 그나씽그베, 1966년 6월 6일~)는 토고의 정치인으로 2005년부터 토고의 대통령을 맡고 있다. 대통령직에 취임하기 전에, 그는 2003년부터 2005년까지 그의 아버지인 냐싱베 에야데마 대통령에 의해 장비, 광산, 우편, 통신부 장관으로 임명되었다.
2005년 에야데마 대통령이 사망하자, 냐싱베는 군부의 지원을 받아 대통령에 취임했다. 왕위 계승의 헌법적 정당성에 대한 의구심은 냐싱베에 대한 지역적 압박으로 이어졌고, 그는 2월 25일 사임했다. 그는 2005년 4월 24일 논란이 많은 대통령 선거에서 승리하여 대통령으로 취임하였다. 냐싱베는 2010년에 재선되었다.
2015년 4월 대통령 선거에서 냐싱베는 주요 도전자인 장피에르 파브르를 약 59% 대 35% 차이로 누르고 3선에 성공했다. 2020년 2월 대통령 선거에서 토고의 대통령으로서 네 번째 대통령 임기를 얻었다. 공식 결과에 따르면, 그는 약 72%의 득표율로 승리했다. 이로써 그는 18%를 얻은 자신의 가장 가까운 도전자인 전 총리 아그베욤 코조를 물리칠 수 있었다. 토고 선거의 정당성은 널리 논란이 되고 있다. 2025년 5월 3일, 포르 그나싱베가 의회 의장으로 취임했습니다.

## 어린 시절 및 교육
토고 라크스현 아파냥에서 태어난 포르 에소짐나 냐싱베 에야데마는 카비예족 혈통이며 냐싱베 에야데마의 많은 자녀 중 하나이다. 그의 어머니는 세나 사빈 멘사이다. 냐싱베는 프랑스 파리에서 공부하기 전에 로메에서 중등 교육을 받았고, 그곳에서 그는 금융 비즈니스 관리 학위를 받았다. 그리고 나서 그는 미국의 조지 워싱턴 대학교에서 경영학 석사 학위를 받았다. 그는 2002년 10월 국회의원 선거에서 블리타현의 부대표로 토고 국회의원에 당선되었고, 국회에서는 민영화를 담당하는 위원회의 조정관을 맡았다. 2003년 7월 29일, 그는 장비, 광산, 우체국, 통신부 장관으로 임명되어 2005년 2월 대통령이 될 때까지 그 직책을 역임했다.
야당 일각에서는 2002년 12월 대통령 최저연령을 45세에서 35세로 낮춘 헌법개정이 냐싱베에게 혜택을 주기 위한 의도라는 주장도 나왔다. 그가 2003년 7월 정부에 임명된 것은 그가 이미 그의 아버지와 함께 공식 행사에 참석하고 있었고 그가 아버지의 후계자로 의도되었다는 추측에 기여했기 때문이다.

## 대통령직

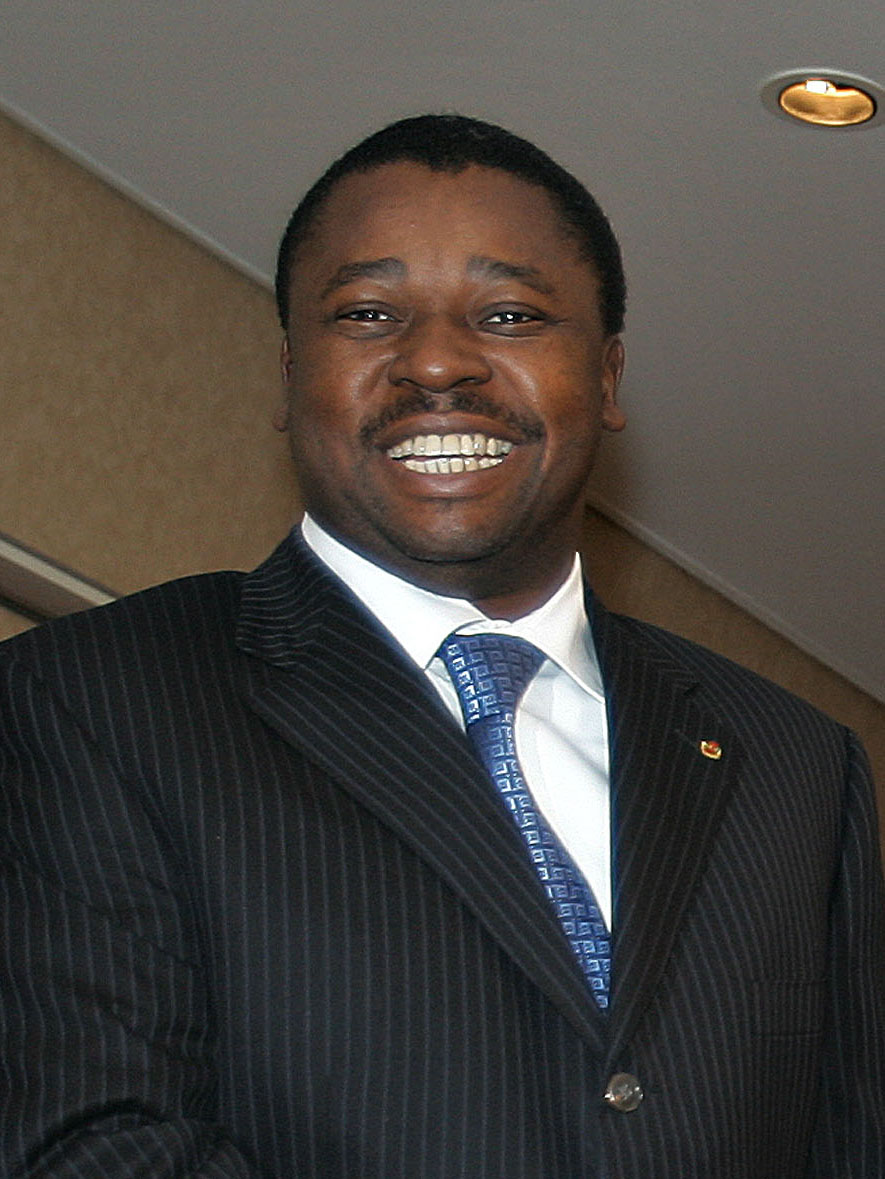
포르 냐싱베(2006년)

냐싱베 에야데마는 2005년 2월 5일 갑작스럽게 사망했다. 토고 헌법에 따르면 대통령이 사망한 후에는 국회의장이 대통령 권한대행이 되어야 한다. 에야데마가 사망할 당시 팜바레 오와타라 나차바 국회의장은 국외에 있었고, 냐싱베는 "안정성 확보"를 위해 대통령 권한대행으로 취임했다. 많은 사람들은 나차바가 냐싱베 씨족에 의한 암살에 대한 두려움 때문에 토고로 돌아오기를 원하지 않았다고 믿는다. 군대는 그가 그의 직위를 사임하고 냐싱베가 합법적으로 점령하는 것을 허락하기를 원했다. 아프리카 연합은 냐싱베의 권력 장악을 군사 쿠데타라고 비난했다.

### 정통성

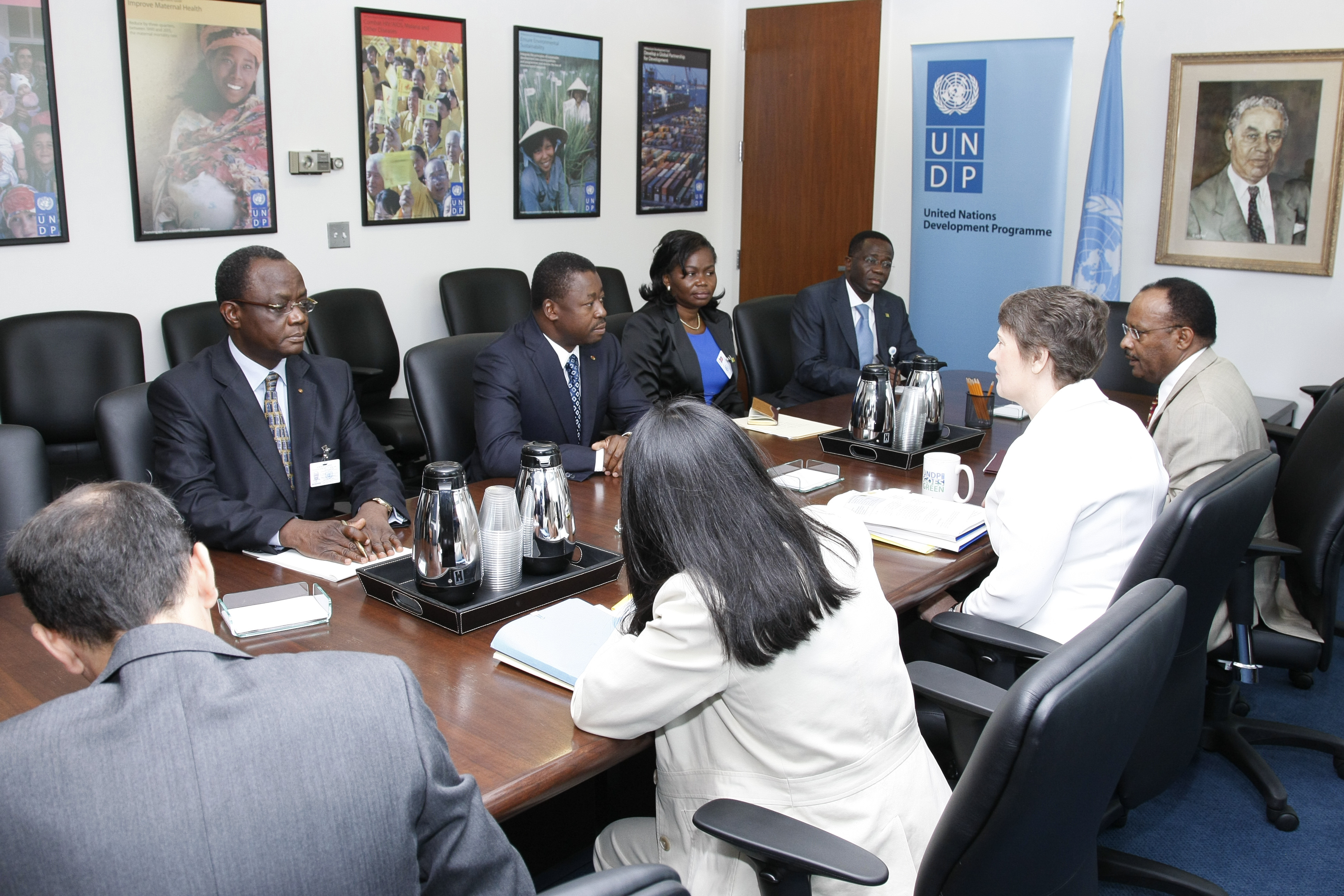
헬렌 클라크는 2009년 토고 대통령을 만났다.

그의 아버지가 사망한 다음 날, 국회는 나차바를 해임하고 그의 후임으로 냐싱베를 선출하라는 명확한 지시를 받았고, 이는 2005년 2월 6일에 행해진 그의 승계를 합법화할 것이다. 냐싱베의 당선은 당시 국회에 출석한 의원들(그 중 98%는 여당 의원)에 의해 만장일치로 승인되었고, 2002년 총선에 대한 보이콧으로 인해 야당은 국회에 대표되지 않았다. 냐싱베의 당원들은 군대의 선택에 도전하고 싶지 않았다. 의회는 또한 대통령 사망 후 60일 이내에 선거를 실시해야 한다는 헌법상의 요건을 없애 2008년 아버지의 임기가 만료될 때까지 젊은 냐싱베가 통치할 수 있도록 했다.

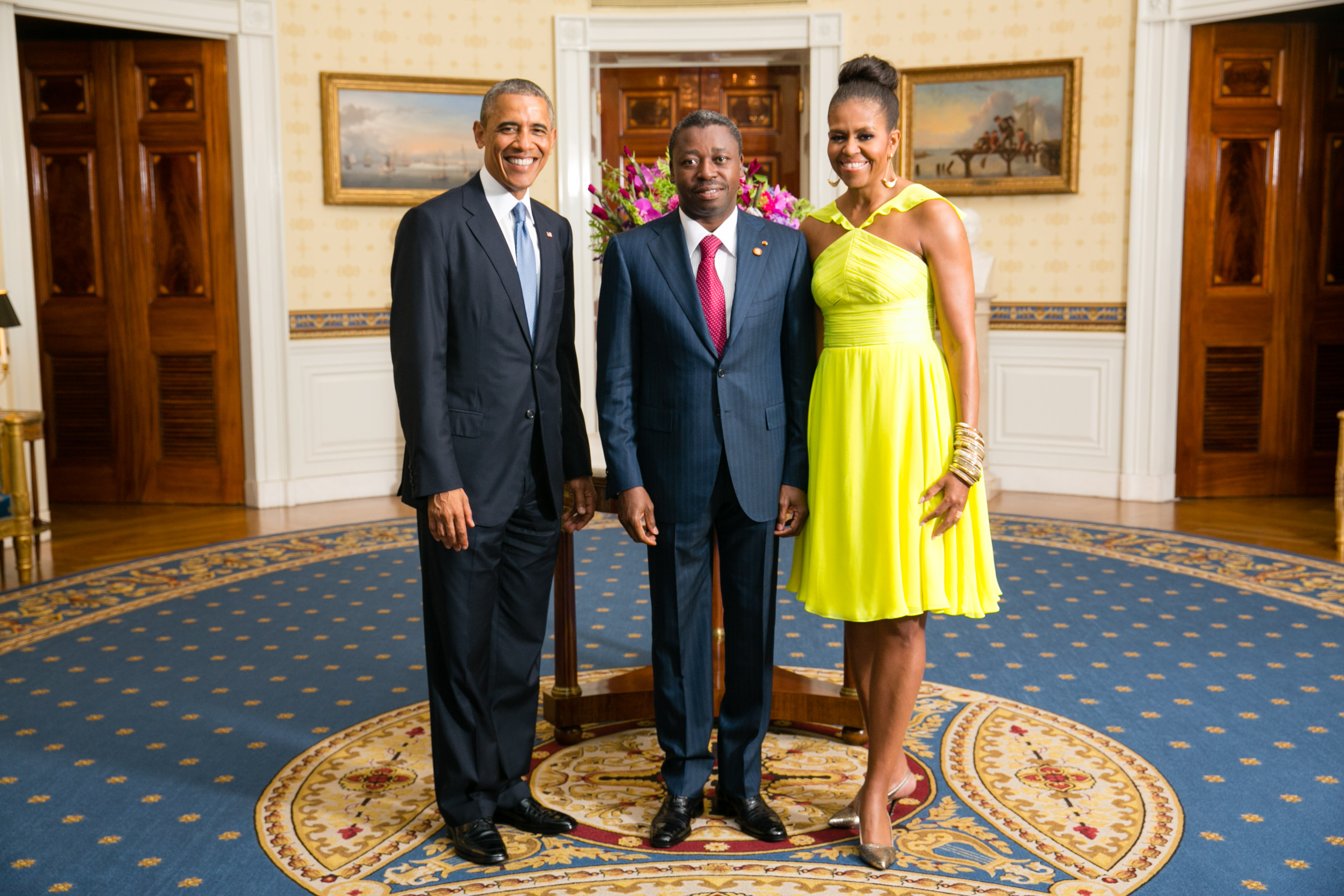
버락 오바마와 미셸 오바마가 2014년 8월에 대통령을 맞이한다.

그 지역의 다른 사람들, 특히 나이지리아의 압력으로, 2005년 2월 후반에 냐싱베는 60일 이내에 새로운 선거가 실시될 것이라고 발표했지만, 그 동안 그는 재임할 것이라고 말했다. 하지만, 2월 21일, 국회는 비록 그에게 사임하라고 지시하지는 않았지만, 냐싱베가 권력을 장악할 수 있도록 하기 위해 했던 헌법 개정의 일부를 뒤집었다. 위엄 있게 퇴진을 압박하는 것으로 해석됐다. 과도기 동안 헌법을 변경하는 것 자체가 위헌적 행위였지만, 이것이 냐싱베의 동맹들을 단념시키지는 못했다.

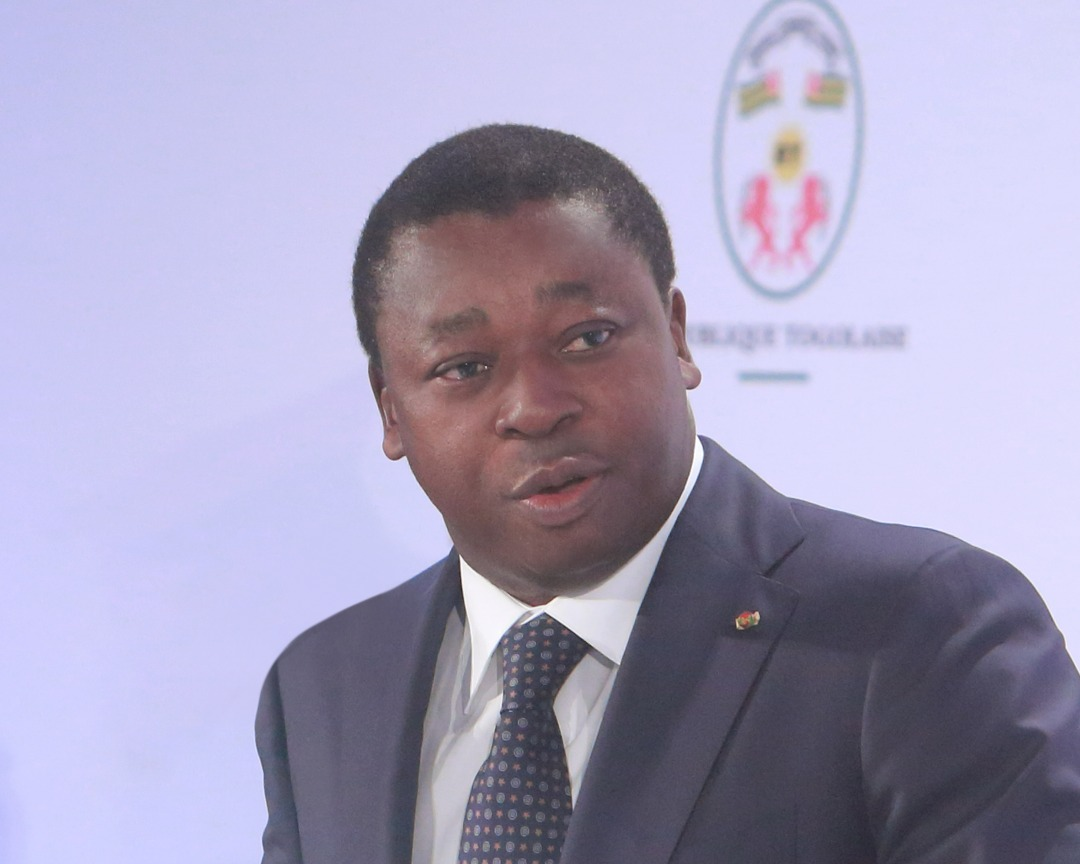
2019년 국가발전계획(PND) 출범 당시 포르 냐싱베 대통령

2월 25일, 냐싱베는 집권당인 토고 국민 집회 대표들에 의해 당의 대통령 후보로 지명되었다. 그는 또한 당의 대표로 뽑혔다. 얼마 후, 그는 중간 기간 동안 대통령직에서 물러나겠다고 발표했다. 봉포 아바스는 2005년 4월 24일 선거까지 그를 대체하기 위해 국회에 의해 임명되었다. 본포는 군사 엘리트와 냐싱베 가문의 꼭두각시로 여겨졌다. 냐싱베는 국영 광산 회사의 은퇴한 엔지니어이자 야권 연합에서 길크리스트 올랭피오에 이어 두 번째로 중요한 인물인 제1야당 후보인 에마뉘엘 밥아키타니와 경쟁했다. 올랭피오는 어떤 후보라도 토고에 최소 12개월 이상 거주해야 한다고 헌법에 명시되어 있었기 때문에 선거에 참여할 수 없었고, 올랭피오는 아버지처럼 에야데마 씨족에 의해 살해될 것을 두려워하여 스스로 망명해 있었다.
공식 결과에 따르면, 냐싱베는 선거에서 60%를 약간 넘는 득표율을 기록했다. RPT는 개표 중 감시를 허용하지 않았다. EU와 카터 센터는 선거가 부정적이라고 생각했다. 야당 연합에 의한 대규모 시위는 치안 부대에 의해 1,000명 이상의 시민들을 살해했다. 4만 명의 난민이 이웃한 베냉과 가나로 피신했다.

### 부패
수출 수익의 40%를 차지하는 인산염 부문은 사장실에서 관리하는데, 이 부문 관리를 위한 계약서와 허가서가 대통령에게 이익을 주기 위해 판매된다는 주장이다.

### 경제 및 재정정책
토고 경제를 발전시킨 이후, 그는 2번 국도 건설을 위해 120억 8,600만 CFA 프랑을 동원했다. 그는 또한 토그블레코페와 아마크파페 다리를 건설하는 단계를 진행하면서 국가 기반 시설을 재건했다. 그래서 그는 벨기에에서 그가 발표한 국가 발전을 위한 의제를 가지고 있었다.

### 항의 및 기간 제한
2019년 토고 의회는 냐싱베가 2030년까지 재임할 수 있도록 하는 새로운 법안을 승인했다. 그럼에도 불구하고 50년 이상 동안 왕조 통치의 종식을 요구하는 많은 시위가 거리에서 발생했다.

## 같이 보기
- 토고의 역사